# 淄博般阳中学
山东省淄博般阳中学，简称般阳中学 ，始建于1994年。